# Cordelle
Cordelle é uma comuna francesa na região administrativa de Auvérnia-Ródano-Alpes, no departamento de Loire. Estende-se por uma área de 26,64 km². Em 2010 a comuna tinha 935 habitantes (densidade: 35,1 hab./km²).